# MV Viking Sigyn
Az MV Viking Sigyn 2019-es építésű, svájci folyami szállodahajó, amit a Viking Cruises vállalat üzemeltet. A hajó 2019. május 29-én, Budapesten nekiütközött a Hableány magyar kirándulóhajónak, amely a Very Good Tour dél-koreai utazási iroda megbízásából 33 turistát szállított, és kétfős magyar személyzet teljesített rajta szolgálatot. A Hableány az ütközés után felborult, majd 7 másodperc alatt elsüllyedt. A katasztrófában a július 6-i hivatalos bejelentések szerint legalább 27 ember meghalt, 1 fő holtteste máig nem került elő.

## A hajó története
A Viking Sigyn-t 2019. március 19-én keresztelték meg Rostock városában, egyszerre öt testvérhajójával (Einar, Sigrun, Tir, Ullur, Vali), a Viking cég 2012 óta működő hosszúhajó-flottájának új tagjaként. A fő ünnepség Bázelben volt, ahonnan az ott horgonyzó hajók után harmadikként avatta föl virtuálisan a hajó keresztanyjaként Rikke Semb Pertile, a vállalat szenior menedzsere, aki az óceáni szórakoztatásért és programkínálatáért felelős (minden hajó keresztszülője a céghez kötődik). Nevét a skandináv mitológiában megjelenő Loki isten hitveséről, Sigyn istennőről kapta. A hat hajó a Dunán, a Majnán és a Rajnán teljesít szolgálatot. Egy hetedik hajót is ekkor kereszteltek és vontak be a flottába: a Helgrim annyiban különbözik, hogy portugáliai Duero folyóra specializálták.

### Tulajdonosi viszonyai
A Viking River Cruises vállalatot 1997-ben egy norvég hajózási társaság tulajdonosa, a Torstein Hagen alapította, aki 2019-ben is a vállalat tulajdonosa, az igazgatótanács elnöke, felső vezető és az első személye. A "Viking Sigyn" Svájcban van bejegyezve – ahol Hagen lakik. Márciusban avatták. A hajó 2019-es budapesti balesete után június 3-án Hagen visszavonta a csoport legújabb tengeri hajójának avatását, június 4-én pedig részvétnyilvánító közleményt adott ki összes munkatársa nevében.
A Sigynt is tulajdonló Viking Cruises, magyar leányvállalatán (a Viking Hungary korlátolt felelősségű társaságon) keresztül közösen tulajdonolja 2019 márciusától a Magyar Turisztikai Ügynökséggel a legfőbb dunai hajós céget, a MAHART–PassNave Személyhajózási Korlátolt Felelősségű Társaságot, ami a legnagyobb múlttal rendelkező személyhajózási vállalkozás Magyarországon. A cég többségi tulajdonosa 2013 októberétől a magyar állam. Ezt követően jutott a Viking-cég többek között a Hableányt üzemeltető Panoráma Deck Kft. tulajdonosi körének Európa Rendezvényiroda Kft. üzletrészének megvásárlásával tulajdonjoghoz a MAHART–PassNave-ban.

### Design
A Viking Sigynnek összesen 95 kabinja van (ebből 9 lakosztály, 22 balkonos, és 25 ablakos, a többi belső). A szállodahajónak két Explorer-lakosztálya van, amelyek privát teraszt kínálnak. A hajó hét Veranda lakosztálya két különálló szobával rendelkezik – egy nappalival (lépcsős erkéllyel) és hálószobával (balkonnal).
A hajónak két étterme van: a Sigyn restaurant, és az Aquait Terrace. A jármű orr-részén található a kilátóterasz, amely a padlótól a mennyezetig üvegtáblákból épült. A fedélzeten van továbbá napozófedélzet, átrium, könyvtár, ajándékbolt, bár, gyógynövénykert és sétafedélzet. A hajó nem rendelkezik edzőteremmel, úszómedencével, jakuzzival és gyógyfürdővel.

### 2019-es balesete
A szállodahajó a Duna keringő program keretén belül 2019. május 29-én, Jurij Csaplinszkij ukrán származású kapitány parancsnoksága alatt indult el Budapestről Passauba. Este 21 óra körül a hajó megközelítette a Margit hidat, melynek negyedik és ötödik pillérje között próbált meg áthaladni. Ezután került – egyelőre tisztázatlan körülmények között – eléje a Hableány, a Panoráma Deck Kft. tulajdonában álló magyar sétahajó, amit Lombos László Albert kapitány irányított.
Az ütközés 21 óra 5 perckor történt. A Viking Sigyn a sétahajó tatjába rohant bele, keresztben megfordította, és tolni kezdte maga előtt. A kis hajó rögtön az oldalára dőlt, majd a szállodahajó alá került, és hét másodperc alatt elsüllyedt. A szállodahajó utasai látták, hogy emberek vannak a vízben, akik segítségért kiáltottak.
Az MV Viking Sigynt a baleset után lefoglalták, a hajó a Carl Lutz rakparton, a Garam 1. kikötőben horgonyzott le. Az utasokat elküldték a járműről, és csak másnap térhettek vissza. A rendőrség a szállodahajón igazságügyi, hajózási és nautikai szakértők bevonásával a rendőrség több, mint nyolc órás szemlét tartott, ami során kamerafelvételeket foglalt le és 4896 digitális fényképfelvételt készített. Lefoglalta a szállodahajón fellelhető valamennyi hajózási és informatikai rendszer adatállományát. Meghallgatták a hajó személyzetét és összes utasát.
Két nappal a baleset után a Viking Sigyn új kapitánnyal elindult Passauba, ahonnan június 10-én menetrend szerint tért vissza Magyarországra, majd Visegrádon a rendőrség nyomozócsoportja újabb szemlét tartott rajta, majd rövid budapesti tartózkodás után ismét szabadon folytathatta útját következő körútjára.